# Niegłosy
Niegłosy – część miasta Płocka, położona na północnych obrzeżach miasta. Rozpościera się w okolicy ul. Sierpeckiej. 

## Historia
Dawniej przysiółek wsi Trzepowo. Niegłosy należała w latach 1867–1931 do gminy Brwilno, a w latach 1931–1954 do gminy Biała w powiecie płockim. W Królestwie Polskim przynależała do guberni warszawskiej, a w okresie międzywojennym do woj. warszawskiego. Tam, 20 października 1933 weszły w skład gromady Trzepowo w granicach gminy Biała, składającą się ze wsi Trzepowo i Niegłosy Szkoła Rolnicza.
Podczas II wojny światowej włączona do III Rzeszy. Po wojnie ponownie w Polsce. W związku z reorganizacją administracji wiejskiej (zniesienie gmin) jesienią Niegłosy (jako część Trzepowa) weszły w skład nowo utworzonej gromady Trzepowo Nowe w powiecie płockim. 
31 grudnia 1961 Niegłosy wyłączono z gromady Trzepowo Nowe (którą równocześnie zniesiono), włączając je do Płocka